# (400008) 2006 HL103
(400008) 2006 HL103 es un asteroide perteneciente al cinturón de asteroides, descubierto el 30 de abril de 2006 por el equipo del Spacewatch desde el Observatorio Nacional de Kitt Peak, Arizona, Estados Unidos.

## Designación y nombre
Designado provisionalmente como 2006 HL103.

## Características orbitales
2006 HL103 está situado a una distancia media del Sol de 2,511 ua, pudiendo alejarse hasta 2,679 ua y acercarse hasta 2,344 ua. Su excentricidad es 0,066 y la inclinación orbital 13,32 grados. Emplea 1454,10 días en completar una órbita alrededor del Sol.

## Características físicas
La magnitud absoluta de 2006 HL103 es 17,3. Tiene 1,982 km de diámetro y su albedo se estima en 0,049.